# Gerard Scadde van Calcar
Gerard Scadde van Calcar (overleden 23 december 1409 te Zwolle) studeerde aan de stadsschool in Zwolle. Hij diende de Broeders van het Gemene Leven als eerste rector van het Rijke Fratershuis tussen 1396 en 1409. Voor deze functie moest hij eerst in het geheim een proefjaar doorstaan. Naast zijn werkzaamheden voor het Fratershuis hield hij zich ook bezig met de bouw van de zusterhuizen Kadeneters of Domus Sanctae Gertrudis (1390), Op de Maat (vóór 1397) en het Buschklooster (vóór 1401). Ook was hij buiten Zwolle actief bij de stichting van de fratershuizen Domus Sancti Antonii confessoris te Albergen en het Domus Sancti Hieronymi te Hulsbergen bij Hattem. Gerard Scadde Van Calcar stierf aan de gevolgen van tuberculose en is op kloostergrond van de Congregatie van Windesheim begraven.